# Rajabhat-Universität Nakhon Ratchasima
Die Rajabhat-Universität Nakhon Ratchasima (thailändisch มหาวิทยาลัยราชภัฏนครราชสีมา, im englischen Sprachgebrauch Nakhon Ratchasima Rajabhat University, kurz NRRU) ist eine öffentliche Universität im Rajabhat-System von Thailand.

## Lage
Das Universitätsgelände liegt im Landkreis (Amphoe) Mueang Nakhon Ratchasima etwa 2 Kilometer nordöstlich des Stadtzentrums von Nakhon Ratchasima. Nakhon Ratchasima liegt in der Nordostregion von Thailand, dem so genannten Isan.

## Geschichte
Die Nakhon Ratchasima Rajabhat Universität wurde ursprünglich 1913 als Lehrerkolleg/Pädagogische Schule unter dem Namen "Krumoon Nonsung" gegründet. Die Schule wurde dann stufenweise zum Nakhon Ratchasima Teacher College ernannt, bevor sie dann am 15. Juni 2004 denn Status einer Universität erhielt.

## Allgemeines
An der Universität sind derzeit ca. 15.000 Studenten eingeschrieben, mit 431 akademischen Mitarbeitern und 218 akad. Hilfskräfte und sonstigen Angestellten.
Präsident der Universität ist Frau Sauwanit Saunananda (thailändisch ผศ.ดร.เศาวนิต เศาณานนท์ อธิการบดี).

### Symbole
Die Universitätsfarben sind: gelb und grün, der Universitätsbaum ist die Röhren-Kassie Cassia fistula. Das Emblem der Universität besteht aus den Farben: blau, grün, gold und rot, wobei jede Farbe eine eigene Bedeutung hat:
- Das Blau steht für das Königtum und stellt den Bezug her, dass der Name Rajabhat Universitäten vom König stammt.
- Das Grün steht für die 40 Standorte der Rajabhat Universitäten und der auserlesenen naturgemäßen Umgebung.
- Das Gold bedeutet Intellektueller Reichtum.
- Das Rot steht für die lokalen Künste und kulturellen Verzierung aller Rajabhat Universitäts-Standorte.

## Akademische Einrichtungen
Die Universität besitzt fünf Fakultäten mit 56 Bachelor-Studiengängen, 8 Master-Studiengängen und einem Promotionsstudiengang.
- Fakultät für Pädagogik
- Fakultät für Human- und Sozialwissenschaften
- Fakultät für Naturwissenschaften und Technologien
- Fakultät Betriebswirtschaft und Management
- Fakultät für Industrietechnologien